# Helmut Burkhardt
Helmut Burkhardt (* 23. Januar 1939 in Breslau; † 25. Januar 2022 in Grenzach-Wyhlen) war ein deutscher evangelischer Theologe.

## Leben
Burkhardt wurde Christ, nachdem er als 20-Jähriger mit der missionarischen Fackelträger-Bewegung in Berührung gekommen war. Er studierte Altphilologie und Theologie, ab 3. Semester nur Theologie, an der Christian-Albrechts-Universität zu Kiel und der Eberhard Karls Universität Tübingen, hier vor allem bei Otto Michel. Nach 1. Examen und zweijährigem Vikariat folgten das 2. Examen und die Ordination in der damals noch bestehenden Landeskirche von Eutin. Von 1967 bis 1976 war er als Theologischer Referent der Pfarrer-Gebetsbruderschaft (PGB) tätig und dabei besonders für deren Ferienseminare für Theologiestudierende verantwortlich, die bis zur Begründung mehrerer theologischer Studienhäuser eine von vielen genutzte Möglichkeit war, Alternativen zu Mehrheitsmeinungen an den Fakultäten kennen zu lernen. Von 1977 bis 2008 war er Dozent für Systematische Theologie und Ethik am Theologischen Seminar St. Chrischona (TSC) in Bettingen bei Basel. Burkhardt war Mitbegründer und von 1977 bis 1993 Vorsitzender des Arbeitskreises für evangelikale Theologie (AfeT). 1988 erfolgte in Göttingen die Promotion zum Dr. theol. im Fach Neues Testament bei Hartmut Stegemann mit einer Arbeit über Philo von Alexandrien. Nach der Berufung zum Vorsteher des Diakonissen-Mutterhauses St. Chrischona (1999 bis zu seinem Ruhestand 2004) war Burkhardt noch bis 2008 Gastdozent am TSC.
Von 1970 bis 2014 war Burkhardt Mitherausgeber der Zeitschrift Theologische Beiträge und von 1980 bis 2014 Mitglied des Theologischen Beirats der Theologischen Verlagsgemeinschaft Brockhaus-Brunnen (TVG). Neben seiner Ethik veröffentlichte er rund 350 weitere Publikationen.
Burkhardt war seit 1968 verheiratet und hat drei erwachsene Kinder.

## Werk
Burkhardts Hauptwerk ist seine dreibändige Ethik (4 Teilbde.), deren Besonderheit ist, dass Burkhardt, angeregt durch Klaus Bockmühl, die „allgemeine Ethik“, deren Maßstäbe für alle Menschen gelten und die daher auch allgemein anschlussfähig sein soll, von der „spezifisch christlichen Ethik“ unterscheidet, deren Maßstäbe nur den Christen gelten, und bei der dann die christliche Gemeinschaft (koinonia), das christliche Gebet (leiturgia), das christliche Zeugnis (martyria) und der christliche Dienst (diakonia) Themen der Ethik werden.
Heinrich Bedford-Strohm, damals noch Professor für Systematische Theologie und Theologische Gegenwartsfragen in Bamberg, setzte sich in einer Rezension in der Theologischen Literaturzeitung kritisch mit Burkhardts Ethik auseinander, bezeichnete aber die Lektüre als lohnend „weit jenseits der evangelikalen Diskussionszusammenhänge, nicht nur, weil B. an vielen Stellen biblische Einsichten für die Ethik fruchtbar macht, sondern auch weil er sich erfolgreich bemüht, enge Glaubens- und Denkhorizonte zu erweitern und dennoch klare Orientierungsgrundlagen zu vermitteln.“ Neben inhaltlicher Kritik würdigte Strohm, dass Burkhardts Ethik geeignet sei, „Klischees, die man von evangelikaler Theologie haben mag, einer kritischen Prüfung zu unterziehen.“

## Auszeichnungen
- 1989: Johann-Tobias-Beck-Preis für seine Dissertation Die Inspiration Heiliger Schriften bei Philo von Alexandrien
- 2009: Deutscher Schulbuchpreis für Das gute Handeln. Ethik II,2

## Veröffentlichungen (Auswahl)
- Das biblische Zeugnis von der Wiedergeburt, Gießen 1974, 2. Aufl. 1981; englisch: The Biblical Doctrine of Regeneration, Outreach and Identity 2, Downers Grove, Illinois 1978
- Die biblische Lehre von der Bekehrung, Gießen 1978, 2. Aufl. 1985
- Wie geschichtlich sind die Evangelien?, Gießen 1979
- Die Inspiration heiliger Schriften bei Philo von Alexandrien, Gießen 1988, 2. Aufl. 1992
- Wiederkehr der Religiosität?, Gießen 1990, 2. erw. Auflage 1993 unter dem Titel: Ein Gott in allen Religionen? Wiederkehr der Religiosität – Chance und Gefahr
- Einführung in die Ethik. Grund und Norm sittlichen Handelns (Fundamentalethik), Ethik I, Gießen 1996, 3. Aufl. 2012
- Christ werden. Bekehrung und Wiedergeburt – Anfang des christlichen Lebens, Gießen 1999 (wesentlich erweiterte 3. Auflage der Schriften über Wiedergeburt und Bekehrung)
- Was glaubt eigentlich ein Christ? Basel 2000
- Wirtschaft ohne Ethik? Biblische Beiträge zu Grundfragen des Wirtschaftslebens, Gießen, 2000
- Das gute Handeln. Allgemeine Materialethik: Religionsethik, Lebensethik, Sozialethik (Ethik II,1), Gießen 2003
- Das gute Handeln. Allgemeine Materialethik: Sexualethik, Wirtschaftsethik, Umweltethik, Kulturethik (Ethik II,2), Gießen 2008 (2. Auflage 2014)
- Die bessere Gerechtigkeit. Spezifisch christliche Materialethik (Ethik III), Gießen 2013

## Herausgeberschaft
- mit Erich Geldbach und Kurt Heimbucher: Evangelisches Gemeindelexikon. Wuppertal 1978, 2. Aufl. 1986
- mit Fritz Grünzweig, Fritz Laubach, Gerhard Maier: Das große Bibellexikon. 3 Bde., Wuppertal 1987–1989
- mit Uwe Swarat u. a.: Evangelisches Lexikon für Theologie und Gemeinde. 3 Bde., Wuppertal 1992–1994